# Octanapis
Octanapis es un género de arañas araneomorfas de la familia Anapidae. Se encuentra en Australia.

## Especies
Según The World Spider Catalog 12.0:
- Octanapis cann Platnick & Forster, 1989
- Octanapis octocula (Forster, 1959)